# Tom Payne (aktor)
Thomas James B. „Tom” Payne (ur. 21 grudnia 1982 w Chelmsford) – angielski aktor filmowy i telewizyjny, najlepiej znany jako Brett Aspinall z serialu BBC Waterloo Road.

## Życiorys

### Wczesne lata
Urodził się w Chelmsford w hrabstwie Essex. Wychowywał się z młodszym bratem Willem (ur. 19 czerwca 1989) w Bath w hrabstwie Somerset, gdzie uczęszczał do King Edward’s School (KES) i był płodnym współpracownikiem szkolnego Wydziału Dramatu. W czerwcu 2005 ukończył londyńską Central School of Speech and Drama.
Występował w inscenizacjach sztuk takich jak Klasowy wróg (Class Enemy), Balkon (The Balcony), Rywale (The Rivals), Trzy siostry, Sen nocy letniej, Ryszard III oraz Człowiek, który miał zawsze szczęście (The Man Who Had All the Luck) Arthura Millera.

### Kariera
Po ukończeniu studiów, wystąpił w roli głównej w sztuce Davida Grindleya New Ambassadors i Journey’s End w londyńskim West Endzie i w inscenizacji Marii Öberg Shrieks of Laughter z Imogen Stubbs w Soho Theatre.
Był przesłuchiwany do roli Hannibala Lectera w dreszczowcu Hannibal. Po drugiej stronie maski (Hannibal Rising, 2007), podobnie jak Hayden Christensen, Macaulay Culkin, Hugh Dancy, Rupert Friend, Dominic Cooper i Tom Sturridge; jednak ostatecznie rolę tę zagrał Gaspard Ulliel.
Po swoim debiucie filmowym w Niezwykły dzień panny Pettigrew (Miss Pettigrew Lives for a Day, 2007) wg powieści Winifred Watson, został wymieniony w 2007 jako jeden z „Gwiazdorów Jutra” międzynarodowego ekranu.
W styczniu 2007 po raz pierwszy pojawił się jako 17-letni Brett Aspinall w serialu BBC Waterloo Road. Pozostał w serii do marca 2008.
W 2009 Payne zagrał legendarnego piłkarza z Irlandii Północnej George’a Besta w komediodramacie telewizyjnym BBC Two Best: Nieodrodny syn (Best: His Mother’s Son) z Michelle Fairley i Laurą Donnelly.
8 marca 2010 roku znalazł się w obsadzie serialu HBO Luck jako Leon „Bug Boy” Micheaux u boku takich gwiazd jak Dustin Hoffman, Nick Nolte, Jill Hennessy i Dennis Farina. W przygodowym dramacie historycznym Medicus (The Physician, 2013) wystąpił jako Rob Cole u boku Stellana Skarsgårda i Bena Kingsleya.
W 2016 pojawił się w siódmym sezonie serialu Żywe trupy (The Walking Dead) jako Paul „Jesus” Rovia, którego grał przez dwa kolejne sezony, dopóki jego postać nie została zabita w dziewiątym sezonie (2019).
W 2019 został obsadzony w roli głównej jako syn seryjnego mordercy w serialu policyjnym Fox Syn marnotrawny (Prodigal Son) z Michaelem Sheenem.

## Filmografia

### Filmy fabularne
- 2007: Miss Marie Lloyd – Queen of The Music Hall (TV) jako Bernard Dillon
- 2008: Niezwykły dzień panny Pettigrew (Miss Pettigrew Lives for a Day) jako Phil Goldman
- 2009: Best: Nieodrodny syn (Best: His Mother’s Son, TV) jako George Best
- 2011: The Task jako Stanton
- 2012: Inheritance (Héritage) jako Matthew
- 2013: Medicus (The Physician) jako Rob Cole

### Seriale TV
- 2006: Na sygnale (Casualty) jako Toby Tyler
- 2007: Kumple (Skins) jako Spencer
- 2007–2008: Waterloo Road (Szkoła na Waterloo Road) jako Brett Aspinall
- 2009: Wichrowe wzgórza (Wuthering Heights) jak Linton Heathcliff
- 2009: Beautiful People jako pan Carr
- 2010: Agatha Christie: Panna Marple (Agatha Christie’s Marple: They Do It with Mirrors) jako Edgar Lawson
- 2011–2012: Luck jako Leon „Bug Boy” Micheaux
- 2016–2019: Żywe trupy (The Walking Dead) jako Paul „Jesus” Rovia
- 2018: Fear the Walking Dead jako Paul „Jesus” Rovia
- 2019–2021: Syn marnotrawny (Prodigal Son) jako Malcolm Bright